# Episodi di Brutti e cattivi (quarta stagione)
La quarta stagione della serie animata Brutti e cattivi, composta da 8 episodi, è stata trasmessa negli Stati Uniti, da Cartoon Network, dall'11 giugno al 22 ottobre 2004.
In Italia è stata trasmessa su Cartoon Network da maggio  al 3 novembre 2005.
| nº | Titolo originale            | Titolo italiano            | Prima TV USA    | Prima TV Italia  |
| -- | --------------------------- | -------------------------- | --------------- | ---------------- |
| 1a | No No Nanook                |                            | 1° ottobre 2004 | maggio 2005      |
| 1b | Tricycle of Terror          | Il triciclo del terrore    | 11 giugno 2004  | 31 ottobre 2005  |
| 2a | The Mother of All Evils     |                            | 8 ottobre 2004  | maggio 2005      |
| 2b | No Body Loves Grim          | Nessuno ama Tenebra        | 18 giugno 2004  | 1º novembre 2005 |
| 3a | Gridlocked and Loaded       |                            | 15 ottobre 2004 | maggio 2005      |
| 3b | Skarred for Life            | Oltre la porta             | 25 giugno 2004  | 2 novembre 2005  |
| 4a | Jealousy, Jealous Do        |                            | 22 ottobre 2004 | maggio 2005      |
| 4b | A Grim Prophecy             | L'orrida profezia          | 2 luglio 2004   | 3 novembre 2005  |
| 5a | House of Pain               | Il maestro                 | 2 luglio 2004   | 3 novembre 2005  |
| 5b | Hector, King of the Britons |                            | 22 ottobre 2004 | maggio 2005      |
| 6a | Li'l Porkchop               | Il piccolo porcellino      | 25 giugno 2004  | 2 novembre 2005  |
| 6b | Fool's Paradise             |                            | 15 ottobre 2004 | maggio 2005      |
| 7a | Dumb Luck                   | La lumaca della catastrofe | 18 giugno 2004  | 1º novembre 2005 |
| 7b | The HCCBDD                  |                            | 8 ottobre 2004  | maggio 2005      |
| 8a | Spider's Little Daddy       | Un papà per Jeff           | 11 giugno 2004  | 31 ottobre 2005  |
| 8b | Teenage Idol                |                            | 1° ottobre 2004 | maggio 2005      |
| 8c | Mandy Bites Dog             | Storie di cani             | 2 luglio 2004   | 3 novembre 2005  |